# Chaume-lès-Baigneux
Chaume-lès-Baigneux é uma comuna francesa na região administrativa da Borgonha-Franco-Condado, no departamento de Côte-d'Or. Estende-se por uma área de 12,86 km². Em 2010 a comuna tinha 97 habitantes (densidade: 7,5 hab./km²).